# Martougin
Martougin was een chocoladefabriek uit Borgerhout, in 1907 opgericht door Alfred Martougin (1875-1952). Hij vestigde zijn "chocolaterie modèle" in een voormalige leerlooierij op de hoek van de Helmstraat en de Schapenstraat in Borgerhout. Martougin bracht chocoladerepen in velerlei smaken op de markt met merknamen als Jemma, Laita, Galba, Minerva, Olympia, Titania ... BLOC waren grote chocoladeblokken, die banketbakkers en chocolatiers gebruikten voor hun specialiteiten.
Naast zijn bedrijf was Alfred Martougin ook actief in de wielersport. Hij was vanaf 1906 voorzitter van de Antwerpse afdeling van de Belgische Wielrijdersbond (BWB) en in de jaren 1930 algemeen voorzitter van de BWB. In 1930 was hij tevens voorzitter van het Uitvoerend Comité van de Wereldtentoonstelling in Antwerpen. Hiervoor werd hij onderscheiden met het ereteken van commandeur in de Kroonorde.
Alfred Martougin stierf in 1952. In 1966 werd zijn bedrijf gekocht door het Nederlandse Van Houten, die de fabriek in Borgerhout sloot.